# Casa Grande del Pueblo
La Casa Grande del Pueblo est la résidence officielle du président de l'État plurinational de Bolivie. Elle est située dans la capitale administrative du pays, La Paz. Elle se trouve tout juste derrière le Palacio Quemado, la résidence officielle du président avant 2018. 
L'édifice gouvernemental est inauguré le 9 août 2018, sous le gouvernement d'Evo Morales. En plus de constituer la résidence officielle du président, le bâtiment abrite plusieurs ministères. Utilisé dès son inauguration par le président Evo Morales, sa successeure intérimaire, Jeanine Áñez, retourne à l'ancien palais présidentiel durant sa présidence d'un an. Le président élu en 2020, Luis Arce, utilise à nouveau la Casa Grande del Pueblo. 

## Édifice
La Casa Grande del Pueblo a été construite sur un terrain de 1 888 m² et sa surface construite est de 29 492 m². Le bâtiment est situé à l'arrière de la Plaza Murillo, sur la Calle Potosí, et est d'une hauteur totale de 120 mètres. Il comprend 29 niveaux, un héliport, trois ascenseurs, des bureaux présidentiels, des zones protocolaires, des auditoriums, des salles de réunion et de travail, des espaces pour les archives documentaires, des bureaux administratifs, une garderie, un dortoir pour les Colorados de Bolivie (es) et des aires de détente. 
Contrairement au Palacio Quemado, d'architecture européenne, la Casa Grande del Pueblo comporte des éléments andins et amazoniens qui représentent les peuples de la Bolivie. Toutefois, son intégration urbanistique dans un quartier historique fait l'objet de critiques. 

## Histoire
La construction du bâtiment débute en octobre 2014 pour se terminer en juin 2018 et est notamment motivée par le motif que certains ministères sont depuis des années les locataires des immeubles qu'ils utilisent. Ce bâtiment gouvernemental leur permet d'être propriétaires des installations qu'ils possèdent. 
À ses débuts, le bâtiment abritait le ministère de la Présidence, le ministère des Communications, le ministère de l'Environnement et de l'Eau, le ministère des Cultures et du Tourisme et le ministère de l'Énergie. 
En 2019, après la démission d'Evo Morales et l'accession de Jeanine Áñez à la présidence de la Bolivie, le Palacio Quemado est de nouveau utilisé comme siège principal de la présidence, car Áñez refuse d'y entrer, ajoutant que le prochain gouvernement déciderait quoi en faire. Toutefois, les ministères et autres bureaux gouvernementaux qui y étaient installés ont continué à fonctionner dans le nouveau bâtiment.
En 2020, le président Luis Arce décide d'utiliser la Casa Grande del Pueblo comme palais du gouvernement, laissant à nouveau le Palais Quemado comme musée.